# Wolfgang Döblin
Wolfgang Döblin, cunoscut în Franța ca Vincent Doblin, (n. 17 martie 1915 – d. 21 iunie 1940) a fost un matematician franco-german, care, deși a decedat prematur, a adus contribuții în teoria grafurilor.
În 1938 devine doctor în matematică cu subiectul privind lanțurile cu legături complete și a dus mai departe teoria acestor lanțuri prin generalizarea noțiunii de drum, ajungând la ceea ce astăzi se numește lanțuri de ordin infinit.
Această descoperire și-a găsit imediat o aplicație în teoria fracțiilor continue.
A contribuit la dezvoltarea determinantului cu n linii și n coloane.
A extins teoria proceselor aleatoare referitor la noțiunile de lanț cu legături complete.
În lucrarea Sur les chaînes à liaisons complètes, publicată în 1937, a adus puncte de vederi noi în acest subiect.
Lanțurile cu legături complete au fost introduse în teoria proceselor stocastice de către Octav Onicescu și Gheorghe Mihoc, în 1935, ca o generalizare a lanțurilor Markov.